# 张承业 (朝鲜)
张承业（1843年—1897年），字景犹，号吾园，太原張氏。朝鲜王朝末期画家，官至司憲府监察。

## 生平事迹
张承业曾遍览历代字画真迹，于花鸟、山水、人物均有建树。落笔有神，意趣顿生。其为人豪放不羁，犹喜纵酒狂欢。故求画之人辄备酒相邀，畅饮毕，解衣执笔，其画一气而就。名作乃《红白梅十帧屏》、《青山绿水图》、《群马图》等。   
与申润福（號蕙园）、金弘道（號檀园）并称朝鲜王朝画坛“三园”。

## 袁世凯密札中的有关记述
芗林二伯大人尊右：
前以偬促过旅，未及趋谒，曾贡尺一道达歉忱，度邀洞烛。康济东来，辱承逮简，莫名感仄，敬审起居康胜，横海功高，颂祝何既。
逆贼金玉均穷窜，么魔死灰犹燃，勾结倭党，谋袭汉城，实由韩王自召，欲藉一二小人，计诱擒杀，岂不谬妄？幸乱萌先觉，现办理稍已就绪 。然倭情狡诈，韩亦诡祟，究未可信，惟密自防备而已。
操镇公牍，业已递交。大院画兰，渠近正心绪不佳，尚未动笔，迟当有以报命。
张承业嗜酒而狂，容探在汉否，当即嘱染绘。吉云信亦已送交。渠前以事削职，现尚家居，亦殊可怜。
肃此布覆，敬叩勋绥。余惟察照。
世愚侄  袁世凯拜上
十一月二十日
(本信为袁世凯致刘含芳密札，写于光绪十一年十一月二十日（1885年12月25日）)

## 畫作

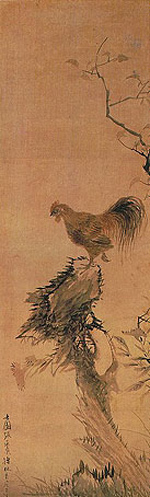
鷄圖
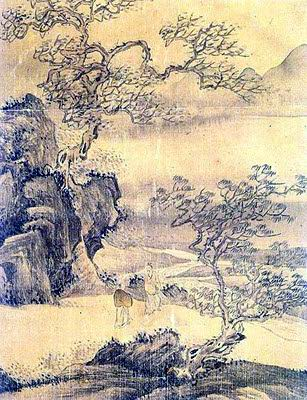
山水人物圖
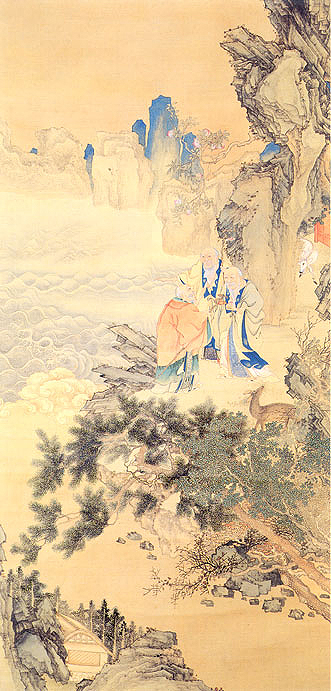
三人問年圖
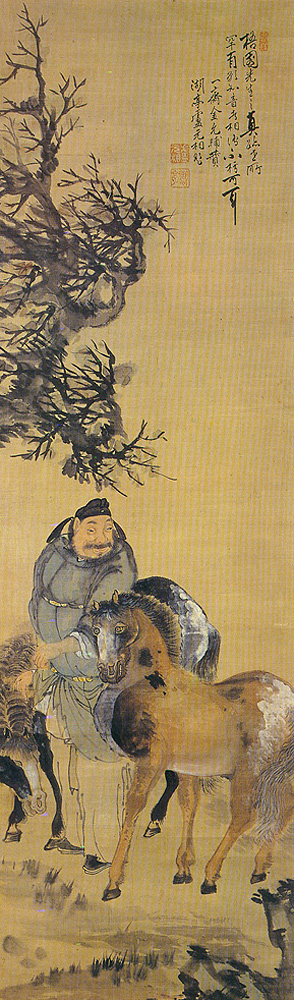
雙馬人物圖
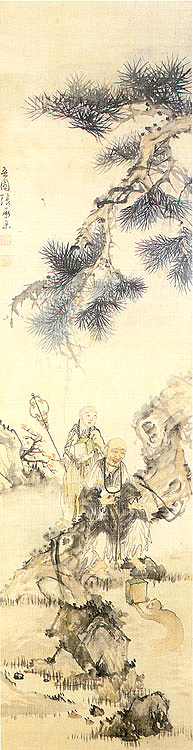
松下老僧圖
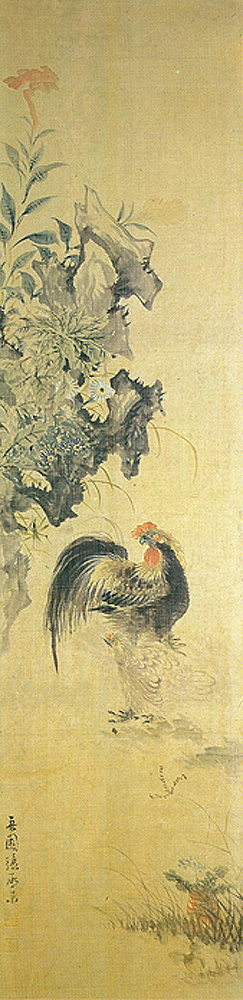
雄鸡
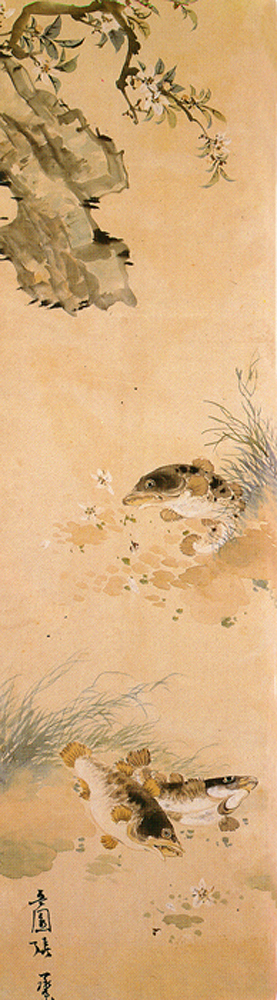
魚蟹
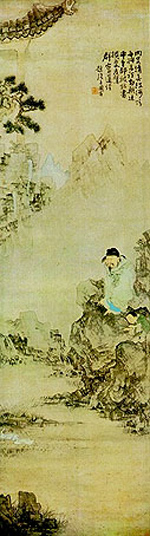
王羲之觀鵝圖
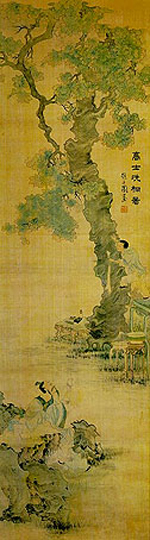
雲林洗桐圖
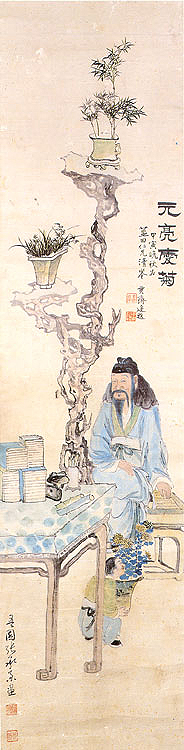
元亮愛菊圖
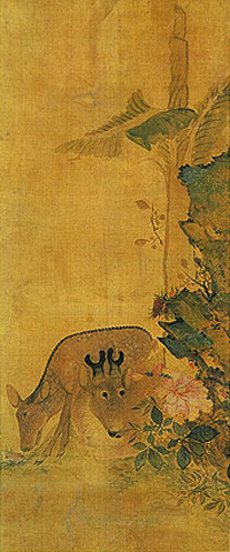
蕉園芝鹿
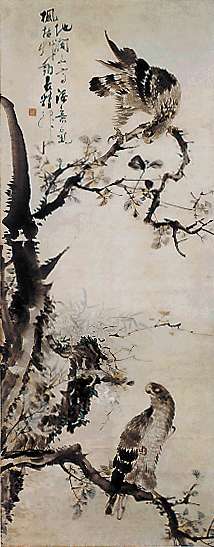
豪鷲圖